# Parc éolien de Race Bank
Race Bank Wind Farm est un parc éolien offshore en projet, situé à 27 km au nord de Blakeney Point et à 28 km à l'est de la côte du Lincolnshire en Grande-Bretagne, dans la Mer de Nord. Le parc éolien est opérationnel depuis 2018. 

## Histoire

### Planification
En 2002, Les membres du gouvernement britannique ont désigné le Greater Wash strategic area comme potentielle zone constructible pour un parc éolien. En 2004, Centrica s'est vu attribuer un bail par The Crown Estate au cours du deuxième cycle de location de parcs éoliens pour développer un parc éolien à Race Bank. Les plans de construction en association avec AMEC et The RES Group . Le parc éolien de Race Bank fut connecté au réseau de haut-voltage britannique National Grid, au même titre que 2 autres parc éolien possédés par Centrica, Lincs Wind Farm et Docking Shoal Wind Farm.
En 2009, Centrica soumis une demande de permis de bâtir pour un parc éolien d'une capacité de 620 MW. D'après le document, le parc éolien couvrirait une surface de 75 m² et une profondeur oscillant entre 4 et 22 mètres.
En Juillet 2012, le gouvernement donna approbation à la demande de permis de bâtir, mais réduisit la capacité à 580 MW.
En 2013, le futur du projet a été remis en cause, en raison d'une non-présélection pour obtenir des subventions de la part du Ministère britannique de l’Énergie et du Changement Climatique. Par conséquent, le projet fut vendu à DONG Energy pour 50 millions de livres sterling,.
En Mai 2014, DONG Energy estimait que la construction "on-shore" (sur terre) débuterait en printemps 2015 au plus tôt suivi de la construction en pleine mer au printemps 2016.
A la fin de l'année 2014, DONG Energy modifia le document original du permis de construire (2009), substituant le nombre de sous-stations initialement prévues. Les nouvelles sous-stations étaient plus performantes d'un point de vue technique et pouvait exporter de l'électricité d'une puissance de 220kV AC. Les dites-sous-stations devaient être soutenues par des fondations à quatre pieds fixées au fond de la mer par des pieux. En conséquence de ce changement, le nombre de câbles d'exportation pourrait être réduit à deux. Le Department of Energy and Climate Change a consenti à ces modifications en Mars 2015.
En Juin 2014, DONG Energy s'est engagé à construire le parc éolien, qui devait bénéficier de subventions au titre du Renewables Obligation Scheme (régime d'obligations en matière d'énergies renouvelables),.
Les premières études de faisabilité ont débuté en 2004, les financements ont été accordés en 2012. Le projet se monte à 1,6 milliard de livres.
Le parc de Race Bank a été mis en service le 1er février 2018.

### Construction
Les contrats pour la construction ont été attribués à partir de 2015 : La fourniture et l'installation "clés en main" des équipements électriques du STATCOM de la ferme ont été attribuées à RXPE (Chine); NKT (Cologne) reçut la contrat sur l'export des câbles 220kV; La fourniture du câblage inter-réseaux 36kV a été confiée à JDR (Hartlepool) et les fondations en acier ont été confiées à la filiale de Bilfinger, Bilfinger Mars Offshore.
Les turbines ont été installées sous la surface de l'eau, à une profondeur allant de 6 à 26 mètres.
En juillet 2015, MMT a été chargé de débarrasser le parcours du câble d'éventuelles munitions non explosées; En effet, plus de 40 bombes de la seconde guerre mondiale ont été localisées, puis détruite in situ ou enlevées,.
La première fondation mono-pieux fut installée en 2016.

### Mise en fonctionnement
Le parc éolien a été mise en service en Février 2018.

## Caractéristiques des éoliennes
- Année de mise en service : 2018
- Superficie: 75 km2
- Constructeur : Siemens Gamesa
- Type : SWT-6.0-154
- Hauteur d'axe: 110 m
- Longueur des pales : 77 m (diamètre 155 m)
- Hauteur totale : 187 m
- Puissance unitaire: 6 MW[25].